# 智内兄助
智内兄助（ちない きょうすけ、1948年 - ）は、日本の洋画家。
愛媛県今治市(旧越智郡波方町）出身。愛媛県立今治西高等学校、東京芸術大学大学院油画科修了。6人兄弟の末子。

## 経歴
1980年代初めから､和紙にアクリル絵具という独特な画法を確立し、日本画と洋画との境界を越えた革新的な表現方法に到達。日本の伝統美である衣装文様や花鳥風月を、「もののあはれ」を基調としたその作風は独特の技法とあいまって智内独自の幻想世界を創り上げている。古典の伝統から逸脱することなく、日本の美意識を斬新な手法で捉える「絵師」として、安井賞をはじめ数々の賞を受賞し、現代画壇を代表する洋画家として揺るぎない地位を築きあげている。1992年・宮尾登美子作の毎日新聞連載小説「藏」の挿絵を担当して以来、その人気と知名度を不動のものとした。
2002年、2004年には、ギャルリーためながフランスにおいて個展を開催し、ヨーロッパ屈指の大コレクターであるロスチャイルド家に多くの作品を蒐集されるなど、世界の多くのコレクターを魅了している。これを機に活躍の舞台を世界各地へと広め、パリ発表から5年を経た2007年、帰国後初の展覧会をギャルリーためなが東京にて開催し、成功裏に幕を閉じた。
ここ数年は花や山々という日本人の原風景に迫る自然界の描写に新境地を見出しており、日本内外で高い評価を得ている。
フリージャズトランペッターの近藤等則とは中学高校の同級生で友人。近藤と2人で絵本も出版している。息子の智内威雄はピアニストで、局所性ジストニアに冒され左手のピアニストとして演奏活動を行っている。

## 画集
- 「智内兄助画集 Kyosuke Tchinai 3巻」 Galerie Tamenaga 2007年 仏語版
- 「智内兄助画集 Kyosuke Tchinai 2巻」 Galerie Tamenaga 2004年 仏語版
- 「智内兄助画集 Kyosuke Tchinai 1巻」 Galerie Tamenaga 2002年 仏語版
- 「智内兄助『蔵』挿絵画集」毎日新聞社　1993年
- 「智内兄助画集」求龍堂グラフィックス社　1987年

## 関連
- 文庫「ドールズ (小説) -月下天使-」高橋克彦著（2008年、表紙イラスト）
- 絵本「ぼくがうまれた音」近藤等則文(2007年、絵本イラスト)
- ゲーム「九怨 -kuon-」 (2004年、メインビジュアル)
- 文庫「末枯れの花守り」菅浩江著(2002年、カバーイラスト)
- 文庫「ドールズ (小説) -闇から招く声-」高橋克彦著（2001年、表紙イラスト）
- 文庫「死国」坂東眞砂子著(1996年、表紙イラスト)
- 「藏」宮尾登美子著（1992年3月-1993年4月、毎日新聞朝刊連載小説挿絵）
- 文庫「ドールズ (小説) -闇から来た少女-」高橋克彦著（1987年、表紙イラスト）

## 受賞歴
- 2009年 「ブラティスラヴァ世界絵本原画展」BIB PLAQUE賞
- 1992年 「両洋の眼─現代の絵画展」眼推奨
- 1987年～1990年 「安井賞展」特別賞・佳作
- 1988年 「日本青年画家展」優秀賞
- 1986年 「リキテックス・ビエンナーレ」リキテックス賞
- 1985年 「デッサン大賞展」大賞
- 1978年～81年 「ビブリオテック・デ・ザール賞」2席
- 「日仏現代美術展」フィガロ１席、2席、特別賞
- 1971年 「シェル美術賞展」佳作賞